# Michail Alexandrowitsch Waschakidse
Michail Alexandrowitsch Waschakidse (russisch Михаил Александрович Вашакидзе, georgisch მიხეილ ალექსანდრეს ძე ვაშაკიძე, in englischer Transliteration Mikhail Alexandrovich Vashakidze, * 15. Augustjul. / 28. August 1909greg. in Didi Dschichaischi; † 27. November 1956 in Abastumani) war ein sowjetischer Astronom.

## Leben
Michail Alexandrowitsch Waschakidse wurde am 15. August 1909 in Didi Dschichaischi, einem Ort in der georgischen Munizipalität Samtredia, als Sohn eines Schlossers geboren. Er studierte zunächst am Technikum für Industrie und Wirtschaft mit Abschluss im Jahre 1928 und anschließend an der physikalisch-mathematischen Fakultät der Staatlichen Universität Tiflis, wo er 1932 abschloss und dann in eine Aspirantur eintrat. 
Dazu wurde er nach Leningrad geschickt, um unter der Anleitung von Wiktor Hambardsumjan zu arbeiten.
Ab 1936 war er bis zu seinem Lebensende Mitarbeiter am Astrophysikalischen Observatorium Abastumani. Er unterrichtete Astronomie an der Universität von Tiflis, ab 1954 als Professor. In seiner Dissertation untersuchte er die kosmische Extinktion mittels außergalaktischer Nebel und langperiodischer  Cepheiden.
Waschakidse starb bereits am 27. November 1956 im Alter von 47 Jahren und wurde auf dem Friedhof des Astrophysikalischen Observatoriums Abastumani begraben.
Waschakidse befasste sich mit fotometrischen und polarimetrischen Untersuchungen von Sternen und Galaxien sowie des interstellares Mediums. 
Er untersuchte auch die räumliche Verteilung von Sternen.
Waschakidse entdeckte  unabhängig von W. A. Dombrowski die Polarisation des vom Krebsnebel ausgehenden Lichts. 
Ferner entwickelte er eine Methode zur näherungsweisen Abschätzung von Sterntemperaturen und Dichten ihrer Gashüllen beim Auftreten bestimmter verbotener Linien im Sternspektrum.

## Ehrungen
- Im Jahre 1970 benannte die Internationale Astronomische Union den Mondkrater Vashakidze offiziell nach Michail Alexandrowitsch Waschakidse.[6]
- 1990 gab die Universität von Tiflis anlässlich Waschakidzes 80-ten Geburtstags einen Gedenkband heraus.[1]